# Гладкино
Гладкино — деревня в Сокольском районе Вологодской области.
Входит в состав Архангельского сельского поселения, с точки зрения административно-территориального деления — в Архангельский сельсовет.
Расстояние по автодороге до районного центра Сокола — 21 км, до центра муниципального образования Архангельского — 6 км.
По переписи 2002 года население — 3 человека.